# Ortodox tidning
Ortodox tidning (со швед. — «Православная газета») — старейший православный журнал Швеции, выходящий в Стокгольме.
Основан в 1960 году шведом Вольмаром Хольмстрёмом (швед. Wolmar Holmström) при поддержке епископа Иоанна (Шаховского).
С 1960 по 1961 годы журнал выходил под названием Kyrklig Budbärare / Kérygma, а с 1961 по 1975 годы с названием Orthodox Kyrkotidning. С 1975 года имеет название Ortodox tidning.
В 1981 и в 1982 году из-за финансовых трудностей журнал не выходил. В 1983 году, после создания группы «Aktiv Ortodoxi», материально поддержавшей выпуск журнала, издание было возобновлено.
На 2015 год тираж журнала составлял 400 экземпляров, а периодичность — 6 раз в год. С 2016 года периодичность журнала составляет 9-10 номеров в год.